# Przełęcz Demianowska

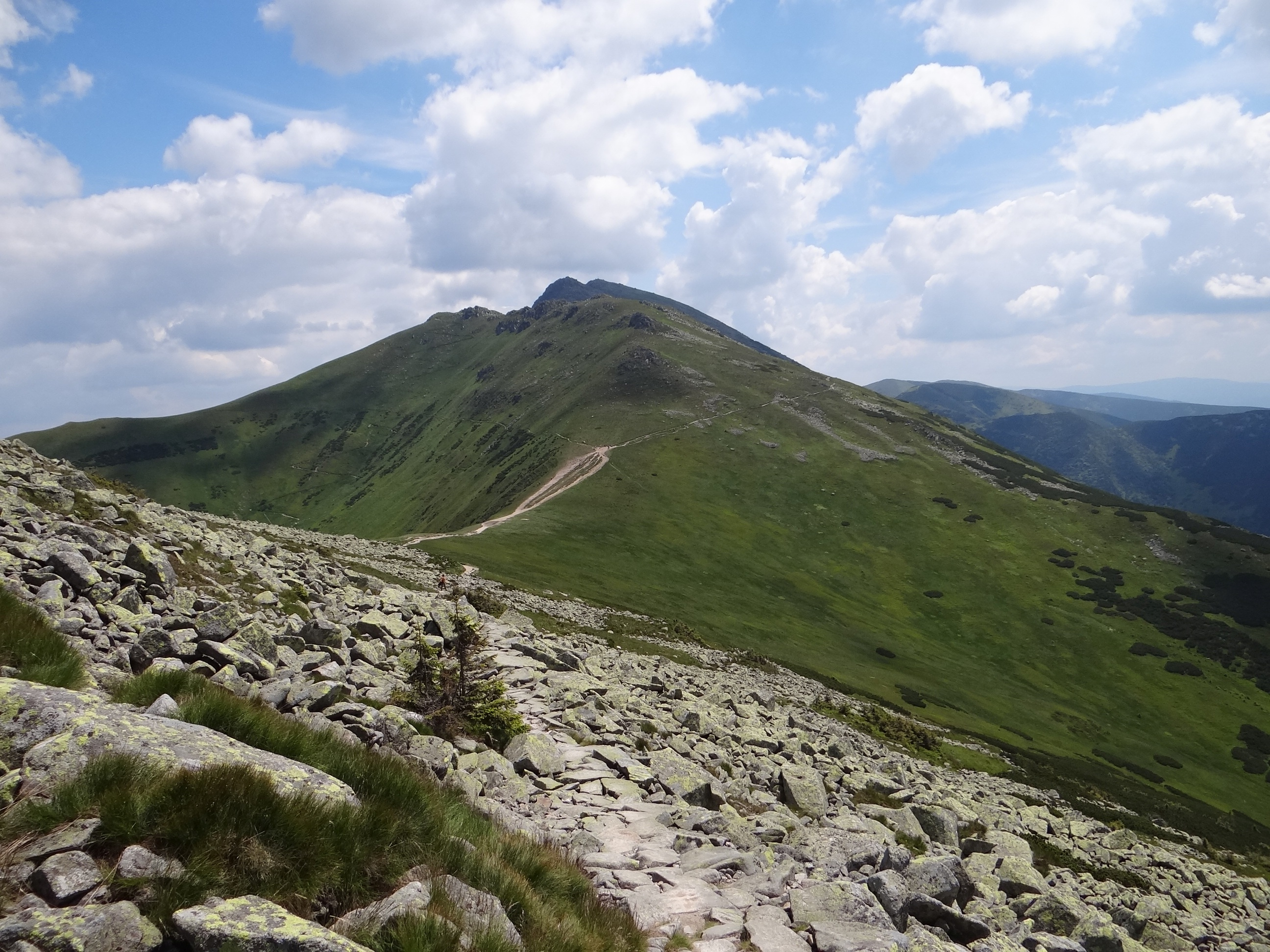
Widok na Przełęcz Demianowską ze szczytu Konské

Przełęcz Demianowska (słow. Demänovské sedlo) – położona na wysokości 1756 m przełęcz w Tatrach Niżnych na Słowacji. Znajduje się w ich głównym grzbiecie, pomiędzy szczytami Konské (1875 m) i Krúpova hoľa (1922 m). Rejon przełęczy jest trawiasty. Na południowo-zachodnią stronę, do  Doliny Bystrej (Bystrá dolina) opada łagodną  i trawiastą depresją, dnem której spływa okresowy potok (po większych opadach deszczu). Północne, również trawiaste stoki opadają również łagodnie do górnej części Doliny Szerokiej (Široká dolina).
Przez Demianowską Przełęcz prowadzi czerwono znakowany, magistralny szlak turystyczny (tzw. Cesta hrdinov SNP). Odgałęzia się od niego żółty szlak trawersujący po północnej stronie stoki Krúpovej hoľi.
Szlaki turystyczne
  odcinek: Chopok – Konské – Demänovské sedlo – Krúpova hoľa – Krúpovo sedlo
  Demänovské sedlo – Prašivá – Tanečnica – Javorie (przełęcz) – skrzyżowanie z niebieskim szlakiem na stokach szczytu Krakova hoľa, nim do Doliny Demianowskiej